# توکان کوهی سینه‌خاکستری
توکان کوهی سینه‌خاکستری(نام علمی: Andigena hypoglauca) نام یک گونه رو به انقراض از از سرده توکان کوهی در خانواده توکان است. این پرنده در کشورهای کلمبیا، اکوادور و پرو یافت می‌شود.

## رده‌بندی و رده‌شناسی
توکان کوهی سینه‌خاکستری در ابتدا در جنس پرزبان توصیف شد. دو زیرگونه از این پرنده شناسایی شده است:
| تصویر | زیرگونه                              | گستره پراکندگی             |
| ----- | ------------------------------------ | -------------------------- |
|       | A. h. hypoglauca (جان گولد، ۱۸۳۳)    | مرکز کلمبیا تا شرق اکوادور |
|       | A. h. lateralis (فرانک چاپمن، 1923). | شرق اکوادور و مرکز پرو     |

## توصیف
توکان کوهی سینه‌خاکستری بین ۴۱ تا ۴۸ سانتیمتر (۱۶ تا ۱۹ اینچ) طول دارد و وزن آن بین ۲۴۴ تا ۳۷۰ گرم (۸٫۶ تا ۱۳ اونس) است. نر و ماده در هر دو زیرگونه پرهای یکسانی دارند، و هر دو زیرگونه الگوی یکسانی در منقار دارند، اگرچه منقار ماده کوتاه‌تر است. پایه منقار زرد تا سبز مایل به زرد است و یک نوار سیاه نزدیک به پایه آن دیده می‌شود. قسمت بیرونی دوسوم فک بالا قرمز است که به‌صورت مورب با بخش زرد تلاقی می‌کند. نیمی از بیرونی فک پایین سیاه است. هر دو زیرگونه دارای کلاهی سیاه، صورت و پس‌گردنی سیاه، نواری خاکستری-آبی در پشت گردن، پشت قهوه‌ای مایل به سبز و زیرتنه‌ای خاکستری تا خاکستری-آبی هستند. دم سیاه‌رنگ است و دو یا سه جفت پر مرکزی آن نوک بلوطی دارند. زیرگونه نامزد دارای کفل زرد روشن، پهلوهای خاکستری-آبی کم‌رنگ، ران‌های بلوطی و پوش‌پر قرمز زیر دم است. چشم این پرنده قهوه‌ای است و پوستی آبی‌رنگ دور آن را احاطه کرده است. زیرگونه A. h. lateralis کفل زرد کمرنگ‌تری نسبت به زیرگونه نامزد دارد، پهلوهای زرد کم‌رنگ تا خاکستری-سفید و چشمانی زرد تا سبز دارد.

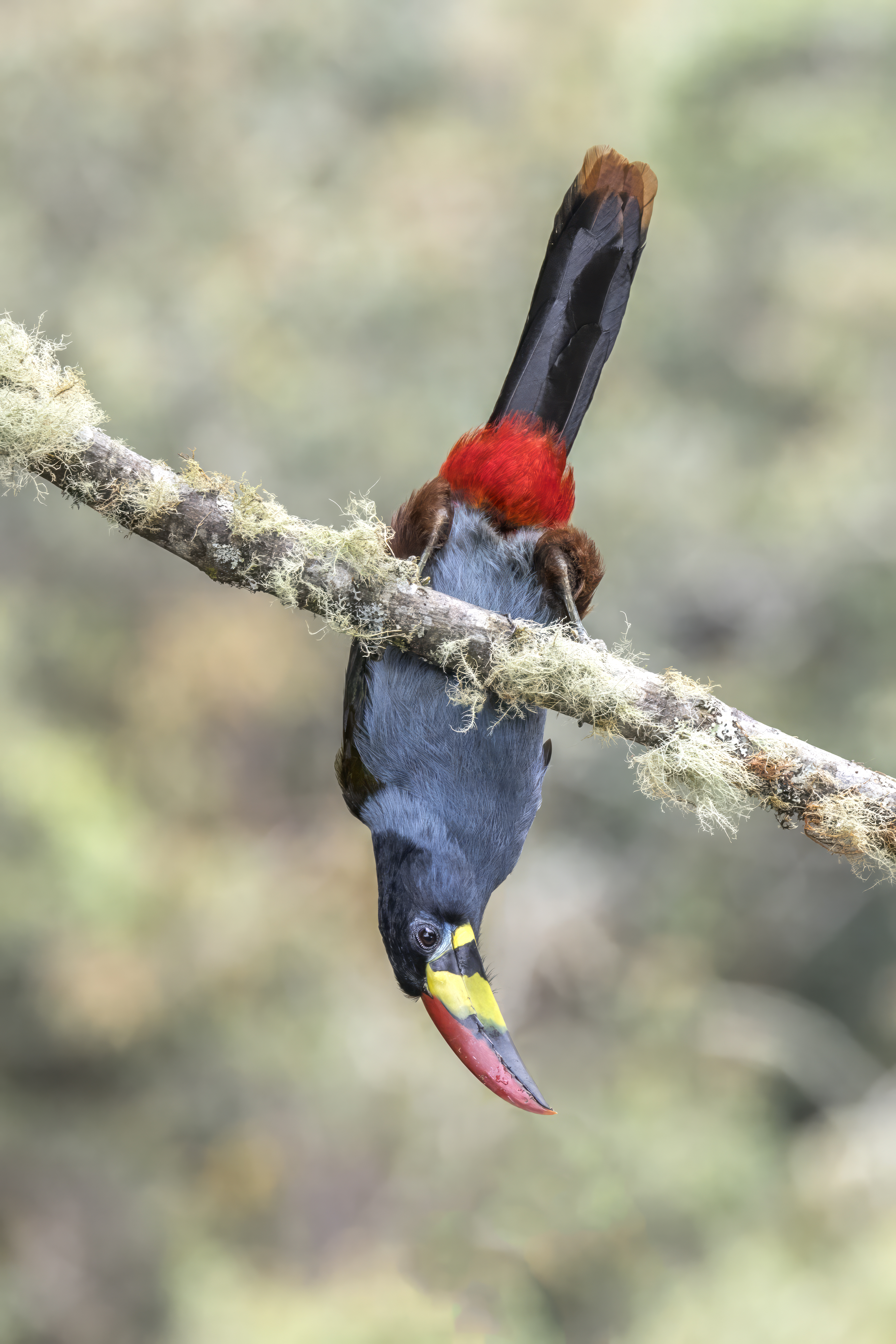
نمای زیرین
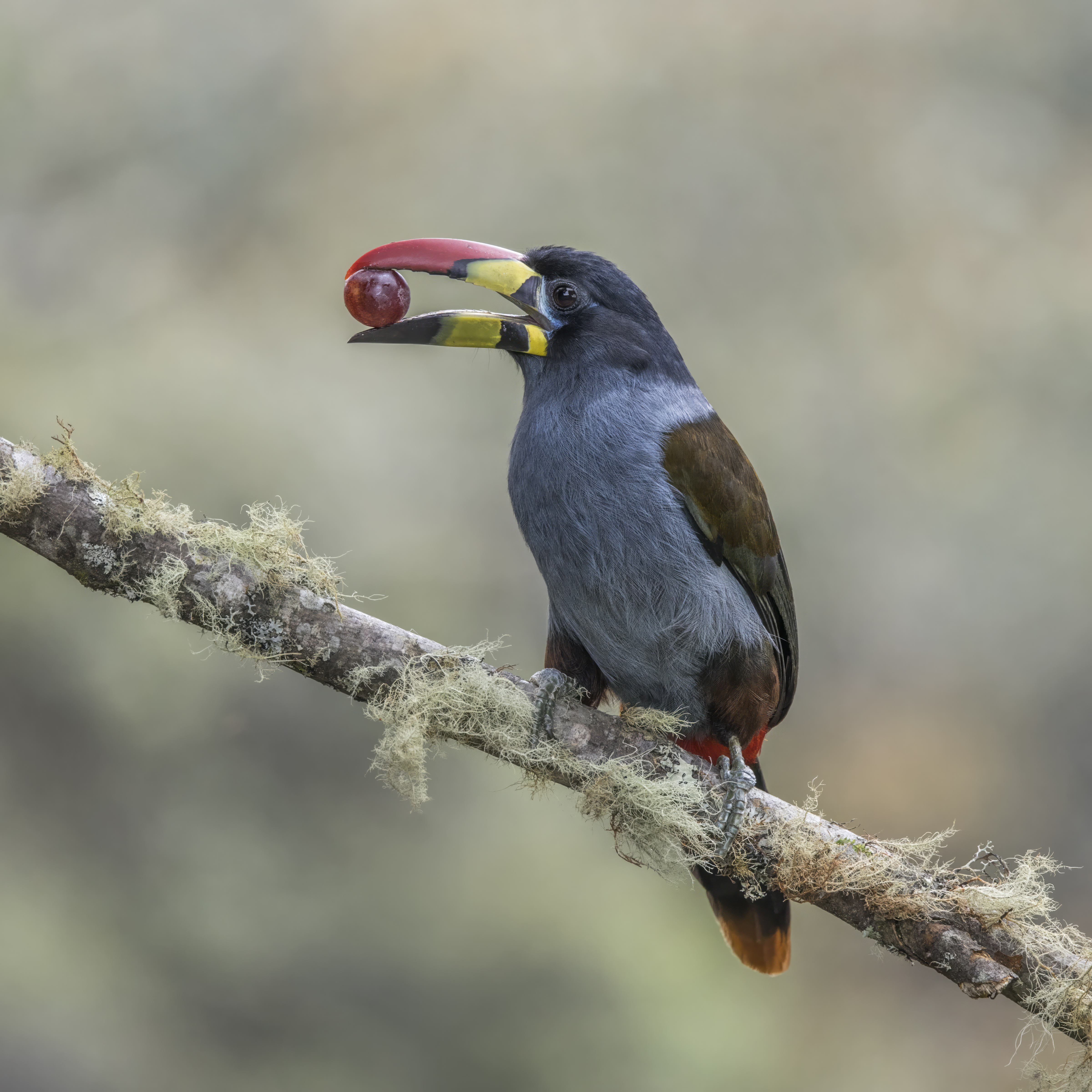
در حال تغذیه
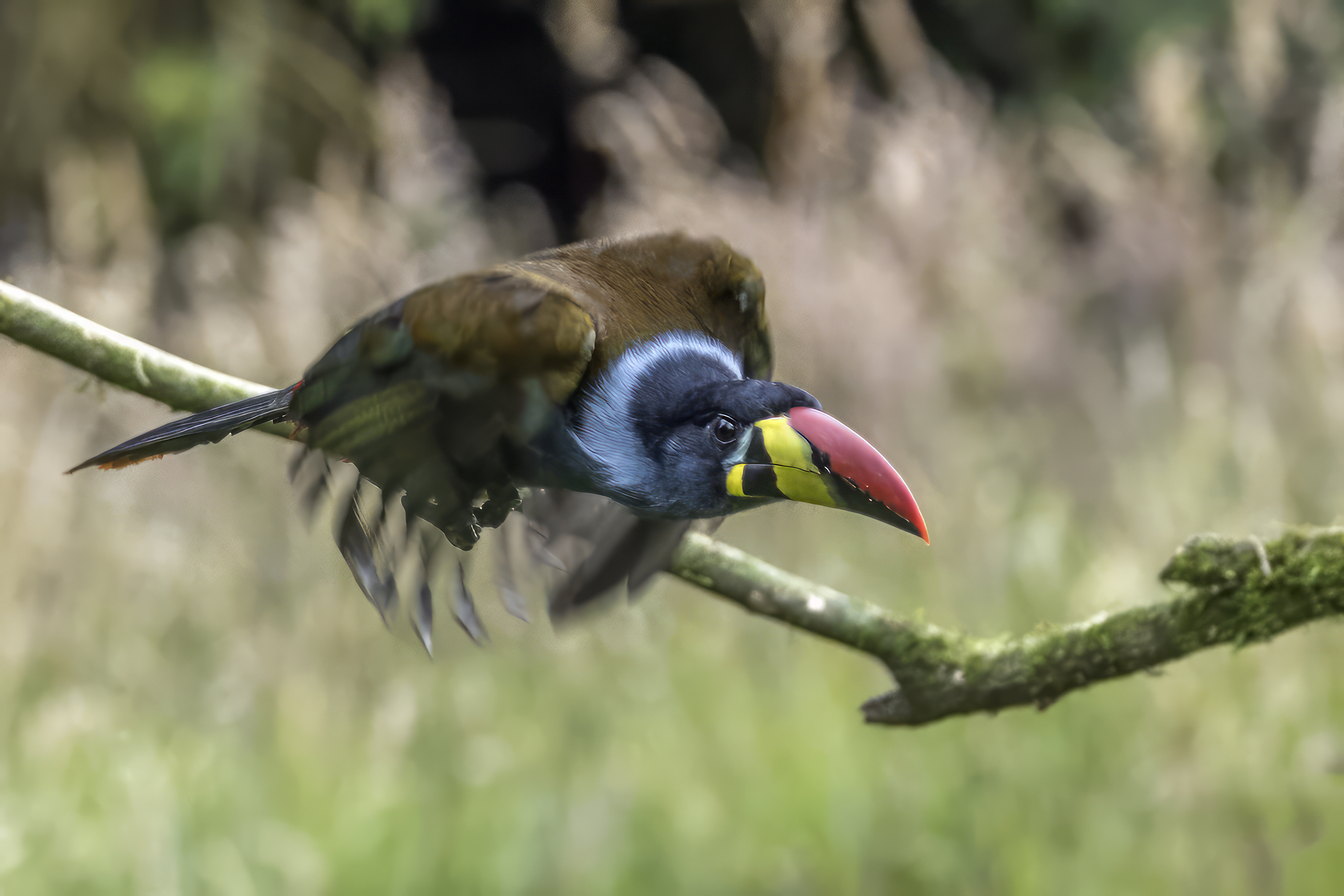
در حال پرواز

## گستره پراکندگی و زیستگاه
زیرگونه نامزد توکان کوهی سینه‌خاکستری در مناطق مرکزی و جنوبی کلمبیا و شرق اکوادور پراکندگی دارد. A. h. lateralis در شرق اکوادور و بخش‌های وسیعی از پرو دیده می‌شود. این پرنده در بوم‌سازگان کوهستانی مرطوب از جمله جنگل ابری، جنگل الفین و جنگل رشد دوم زندگی می‌کند. از نظر ارتفاعی، معمولاً بین ۲٬۲۰۰ و ۳٬۶۵۰ متر (۷٬۲۰۰ و ۱۲٬۰۰۰ فوت) دیده می‌شود، اما در پرو تا ارتفاع ۱٬۵۰۰ متر (۴٬۹۰۰ فوت) و در اکوادور تا ۱٬۷۰۰ متر (۵٬۶۰۰ فوت) پایین می‌آید.

## رفتار

### حرکت
هیچ الگوی مشخصی برای جابه‌جایی توکان کوهی سینه‌خاکستری شناخته نشده است.

### تغذیه
این پرنده از نزدیکی زمین تا تاج درختان جنگل به‌دنبال غذا می‌گردد و معمولاً به‌تنهایی، جفتی یا در گروه‌های کوچک خانوادگی دیده می‌شود. همچنین ممکن است به گله غذایابی چندگونه‌ای بپیوندد. رژیم غذایی آن شامل میوه و انواع توت‌ها است و احتمالاً برخی مهره‌داران را نیز می‌خورد.

### زادآوری
فصل زادآوری این پرنده در کلمبیا از دسامبر تا فوریه و در اکوادور و پرو از ژوئن یا ژوئیه تا نوامبر ادامه دارد. اطلاعات بیشتری دربارهٔ زیست‌شناسی زادآوری آن در دسترس نیست.

### آواها و صداهای غیرآوایی
آوای توکان کوهی سینه‌خاکستری یک "گوییییییت" کم‌صدا است. نواهای آن شامل نت‌های "وک" است که به‌صورت تکی یا در مجموعه‌ای ادا می‌شود و همچنین نت‌های "کک" که در زمان هشدار یا رفتار تهاجمی شنیده می‌شود. این پرنده همچنین ممکن است هنگام آوازخوانی یا فراخوانی از ضربات نوک استفاده کند.

## وضعیت حفاظتی
اتحادیه بین‌المللی حفاظت از طبیعت وضعیت توکان کوهی سینه‌خاکستری را به‌عنوان گونه نزدیک تهدید طبقه‌بندی کرده است. اندازه جمعیت آن ناشناخته است، اما احتمالاً در حال کاهش است. تهدید اصلی برای این گونه جنگل‌زدایی به‌دلیل گسترش کشاورزی، معدن‌کاوی و بهره‌برداری از چوب است. هرچند این پرنده در برخی مناطق حفاظت‌شده یافت می‌شود و به‌صورت محلی رایج به‌نظر می‌رسد، اما «قطعه‌قطعه شدن جمعیت و هم‌خونی ممکن است از مشکلات آن باشد».